# 카리스 글로벌 스쿨
카리스 글로벌 스쿨(인도네시아어: Sekolah Charis Global, 영어: Charis Global School)는 인도네시아 베카시 "리포 시카랑"에 있는 국립 플러스 학교이다.

기본적으로 학교 프로그램은 유아 교육 프로그램 (어린이집 N1~N2 《2.5세 ~ 4세》, 유치원 K1~K2), 초등 교육 (1학년 ~ 6학년), 중등 교육 (7학년 ~ 9학년)의 세 가지 과정을 제공한다.

유학생은 주로 한국, 일본, 인도, 말레이시아, 중국 출신이다.

## 학교 연혁
- 2007년 - 보육원 · 유치원 개교
- 2009년 - 초등학교 (Primary School) 개교
- 2009년 - Charis Global School로 기관 명칭 변경
- 2012년 - 신 교사 이전
- 2016년 - 중등학교 교육 (Secondary School)개교

## 교육과정
- 내셔널 커리큘럼
 (교육부 지정)[3]
- 싱가포르 커리큘럼 
(수학, 과학, 영어 및 만다린과 같은 영어 기반 과목에 적용)

의 커리큘럼은 프로젝트 기반 교육 (Project-based Learning) 에 중점을 두며, 창의적 교육을 위한 환경 및 시설은 물론, 6:1 학생 대 교사 비율로 대가족과 같은 분위기에서 세심한 맞춤식 교육을 한다.

학교는 3 개의 어 ([[영어], [중국어], [인도네시아어]])를 체계적으로 교육한다.
아이들은 어려서부터 영어, 중국어 등 최소 2개 국어를 기본으로 배운다. 프리스쿨과정은 아이들의 언어 기초를 만들기 때문에 가장 중요한 과정이라고 할 수 있다.

## 학교 시설
- 도서관
- 컴퓨터 실
- 연구실
- 강당

교실을 포함한 모든 객실 시설은 대부분 에어컨이 있다.

모든 학생들의 안전을 보장하기 위해 학교에 대규모 CCTV가 설치된다.

스포츠 활동은 리포 시카 랑의 스포츠 센터에서 열린다.

## 교과 외 활동
카리스 글로벌 스쿨는 다양한 방과 후 활동을 제공
- 농구 클럽
- 로봇트 만들기클럽
- 수학 클럽
- 사이언스 클럽
- 만다린 클럽
- 영어 클럽
- 음악 클럽
- 중국어 클럽
- 인도네시아어 클럽
- 수영 클럽 등

## 연례 행사
- 학교 오리엔테이션
- 학교 리더십 프로그램
- 학부모 교사 회의
- 학교 오픈하우스 (학교 방문하기)
- 학생의 치과 건강

- 학교 해외 이머젼 프로그램
- 학교 교육 현장 학습
- 종교 휴일 축하와 축제
- 유엔의 날
- 학생의 프로젝트

## 업적 및 수상경력
| Key | 챔피언 | 2위 | 3위 | 결선 진출 자 |

| 년     | 수평     | 경쟁                                                     | 업적 및 수상경력        |
| ------ | -------- | -------------------------------------------------------- | ----------------------- |
| 2014년 | 초등학교 | 사카모토 수학 경쟁                                       | 결선 진출 자            |
| 2015년 | 초등학교 | 영어 이야기 경연 대회                                    | 2위 (1)                 |
| 2015년 | 초등학교 | 영어 이야기 경연 대회                                    | 3위 (2)                 |
| 2015년 | 초등학교 | 마샬・캐빈디쉬 영어글쓰기대회                            | 결선 진출 자            |
| 2015년 | 초등학교 | EF전국 영어말하기대회                                    | 챔피언                  |
| 2015년 | 초등학교 | 미국수학올림피아드(AMO）                                 | 3은                     |
| 2015년 | 초등학교 | 미국수학올림피아드(AMO）                                 | 3청동                   |
| 2015년 | 초등학교 | 싱가포르와 아시안 학교 수학 올림피아드 (SASMO)           | 1금                     |
| 2015년 | 초등학교 | 싱가포르와 아시안 학교 수학 올림피아드 (SASMO)           | 2은                     |
| 2015년 | 초등학교 | 싱가포르와 아시안 학교 수학 올림피아드 (SASMO)           | 4청동                   |
| 2016년 | 초등학교 | 전국 과학 올림피아드 (OSN)                               | 베카시 지역 지구 챔피언 |
| 2016년 | 초등학교 | 읽기, 쓰기 및 수학 경시 대회 (CALISTUNG) 베카시 지역경쟁 | 결선 진출 자            |
| 2016년 | 중학교   | PRESIDENT UNIVERSITY 영어말하기대회                      | 3위                     |
| 2017년 | 초등학교 | 싱가포르와 아시안 학교 수학 올림피아드 (SASMO) 수학 경쟁 | 2은                     |
| 2017년 | 초등학교 | 싱가포르와 아시안 학교 수학 올림피아드 (SASMO) 수학 경쟁 | 4청동                   |
| 2017년 | 초등학교 | 전국 과학 올림피아드 (OSN)                               | 지역 지구 챔피언        |
| 2018년 | 유치원   | WMI 세계수학경시대회《유치원》                           | 1청동                   |
| 2018년 | 초등학교 | WMI 세계수학경시대회《초등학교》                         | ５은                    |
| 2018년 | 초등학교 | WMI 세계수학경시대회《초등학교》                         | 3청동                   |
| 2018년 | 중학교   | WMI 세계수학경시대회 《중학교》                          | 1청동                   |
| 2018년 | 초등학교 | AIMO 아시아 국제 수학 올림피아드 《초등학교》            | 1금                     |
| 2018년 | 초등학교 | AIMO 아시아 국제 수학 올림피아드 《초등학교》            | 15은                    |
| 2018년 | 초등학교 | AIMO 아시아 국제 수학 올림피아드 《초등학교》            | 4청동                   |
| 2018년 | 중학교   | AIMO 아시아 국제 수학 올림피아드 《중학교》              | 1은                     |
| 2018년 | 중학교   | AIMO 아시아 국제 수학 올림피아드 《중학교》              | 3청동                   |